# 田村町守山
田村町守山（たむらまち もりやま）は、福島県郡山市の大字である。郵便番号は963-1155。

## 地理
郡山市南東部の田村地区に属する。西から北にかけ田村町山中、東で田村町大供、田村町岩作、南で須賀川市江持とそれぞれ隣接する。また田村町岩作と田村町山中に当大字の飛地（字矢平、字湯ノ川、字下原、）があり、西側の田村町山中との境界部には田村町大供、田村町岩作の飛地が存在する。概ね町村制施行以前の田村郡守山村の流れを汲む地域である。一級水系阿武隈川水系谷田川中流域とその支流である黒石川下流左岸域を主な範囲とする。守山城の城下に位置し、JR水郡線磐城守山駅東側の街道沿いを中心に市街地が広がる。川沿いの低地や西側の高台には水田が広がる。田村町大善寺に所在する郡山警察署田村駐在所及び田村町岩作に所在する郡山消防署田村分署がそれぞれ管轄にあたる。

### 主な字
字
- 中町
- 大町
- 小性町
- 殿町
- 滑津

- 三ノ丸
- 城ノ腰
- 上河原
- 西河原
- 下原

- カカヤ坦
- 扉田
- 柏子川原
- 彌明
- 権現壇

- 湯ノ川
- 田向

### 河川
一級水系阿武隈川水系
- 谷田川（大滝根川支流）
  - 黒石川
    - 上石川

## 歴史
- 1879年1月27日 - 守山藩領守山村が福島県内における郡区町村制の施行により田村郡の村となる。
- 1889年4月1日 - 町村制の施行により守山村が山中村、大供村、岩作村、大善寺村、御代田村、正直村、徳定村、金沢村、細田村と合併し田村郡守山村が発足する。旧守山村域は新しい守山村の大字となる。
- 1908年3月13日 - 守山村が町制施行し守山町となり、守山町の大字となる。
- 1955年1月1日 - 守山町が谷田川村と高瀬村の一部と合併し田村町が発足し、田村町の大字となる。
- 1965年5月1日 - 田村町が郡山市、安積郡富久山町、日和田町、熱海町、安積町、喜久田村、逢瀬村、片平村、三穂田村、湖南村と合併し新たな郡山市が設立され、郡山市の大字となる。

## 世帯数と人口
2024年1月1日現在の世帯数と人口は以下の通りである。
| 大字       | 世帯数  | 人口   |
| ---------- | ------- | ------ |
| 田村町守山 | 531世帯 | 1269人 |

## 小・中学校の学区
市立小・中学校に通う場合、学区は以下の通りとなる。
| 番地 | 小学校             | 中学校             |
| ---- | ------------------ | ------------------ |
| 全域 | 郡山市立守山小学校 | 郡山市立守山中学校 |

## 交通

### 鉄道
- JR水郡線
  - 磐城守山駅（厳密には隣接する田村町岩作に所在するが、境界の至近に位置する。）

### 道路
- 国道49号
  - 眼鏡橋
- 福島県道54号須賀川三春線
  - 大橋
- 福島県道110号田村安積線
- 福島県道182号磐城守山停車場線
- 福島県道293号江持谷田川停車場線（南東部の飛地部を通過する）

## 施設
- 郡山市立守山中学校（校庭の一部が飛地部にわずかにかかる）
- 郡山市立守山小学校
- 田村スポーツ広場
- 守山郵便局
- 守山城跡
- カガヤ壇古墳群
- 弥明の桜
- ツルハドラッグ 郡山守山店
- クスリのアオキ 磐城守山店
- キャンドゥ 郡山守山店
- コメリ ハード＆グリーン守山店
- デイリーヤマザキ 郡山守山店
- ファミリーマート 郡山田村町守山店
- 金福寺
- 薬師堂
- 正八幡宮